# Муза Пикмана (фильм)
«Муза Пикмана» (англ. Pickman's Muse) — художественный фильм 2010 года режиссёра Роберта Капеллетто, в основе которого лежат рассказы Говарда Филлипса Лавкрафта «Модель для Пикмана» и «Обитающий во тьме». Фильм рассказывает о художнике, который попадает в творческий кризис, но из-за вмешательства потусторонних сил начинает рисовать картины, притягивающие и отталкивающие одновременно, за счет чего обретает славу. Однако силы зла, дающие вдохновение, требуют от художника совершения злодеяний в обмен на свою помощь.

## Сюжет
Роберт Пикман — молодой художник, не добившийся широкой известности у публики. Он страдает из-за отсутствия вдохновения. Внезапно таинственный костёл привлекает внимание Роберта. При взгляде на него в голове художника оживают странные голоса, которые указывают ему, как рисовать картины в абсолютно новом для него стиле. Он обретает вдохновение и создаёт работы, которые содержат в себе нечто нечеловеческое, прекрасное и ужасное одновременно. И агент Пикмана, и его психолог узнают стиль, в котором созданы работы — именно так, вплоть до самых маленьких нюансов, писал картины несколько лет назад художник по имени Гуди Хайнс. Примечательно, что главный герой никогда не видел картин Гуди, который содержится в психиатрической клинике, где по случайному совпадению работает врач Пикмана. Гуди попал туда, совершив серию жестоких убийств и грезит о том, чтобы снова рисовать то, что говорили ему голоса в голове. Однако медицинский персонал, опасаясь за его состояние, держит его связанным. И он, и костёл, и голоса в голове Пикмана связаны между собой, постепенно поглощая художника в самое настоящее безумие.

## Награды и номинации[3]
| Фестиваль                                    | Номинация                                                         | Статус          |
| -------------------------------------------- | ----------------------------------------------------------------- | --------------- |
| Chicago Horror Film Festival 2009            | Лучший сценарий (Robert Cappelletto) / Лучший актёр (Barret Walz) | Победа / Победа |
| H.P. Lovecraft Film Festival — Portland 2009 | Лучшая киноадаптация (Robert Cappelletto)                         | Победа          |
| Las Vegas International Film Festival 2011   | Golden Ace Award (Robert Cappelletto, Audio Visual Action)        | Победа          |